# Rachel Adato
Rachel Adato (hebrejsky: רחל אדטו nebo Rachel Adato Levi, רחל אדטו-לוי) je izraelská gynekoložka, právnička, politička a bývalá poslankyně Knesetu za strany ha-Tnu'a a Kadima.

## Životopis
Narodila se 21. června 1947 v Haifě. Vysokoškolské vzdělání a titul lékaře získala na lékařské škole Hadasa a Hebrejské univerzitě. Následoval titul M.B.A. na Hebrejské univerzitě. Kromě toto má právnické vzdělání. Žije v Mevaseret Cijon, má dvě děti. Sloužila v izraelské armádě, kde působila jako instruktorka. Hovoří hebrejsky a anglicky.

### Politická dráha
Působila na četných postech v izraelském zdravotnictví, například jako zástupkyně ředitele nemocnice Ša'arej Cedek.
Do Knesetu nastoupila po volbách v roce 2009, ve kterých kandidovala za stranu Kadima. Nastoupila jako členka etického výboru, výboru pro otázky práce, sociálních věcí a zdravotnictví a petičního výboru. Angažuje se v parlamentní lize izraelsko-indického a izraelsko-nepálského přátelství.